# Aulotarache atrisignata
Aulotarache atrisignata är en fjärilsart som beskrevs av George Francis Hampson 1918. Aulotarache atrisignata ingår i släktet Aulotarache och familjen nattflyn. Inga underarter finns listade i Catalogue of Life.